# Saint-Just-de-Claix
Saint-Just-de-Claix é uma comuna francesa na região administrativa de Auvérnia-Ródano-Alpes, no departamento de Isère. Estende-se por uma área de 11,59 km². Em 2010 a comuna tinha 1 294 habitantes (densidade: 111,6 hab./km²).